# Universidad de Electro-Comunicaciones

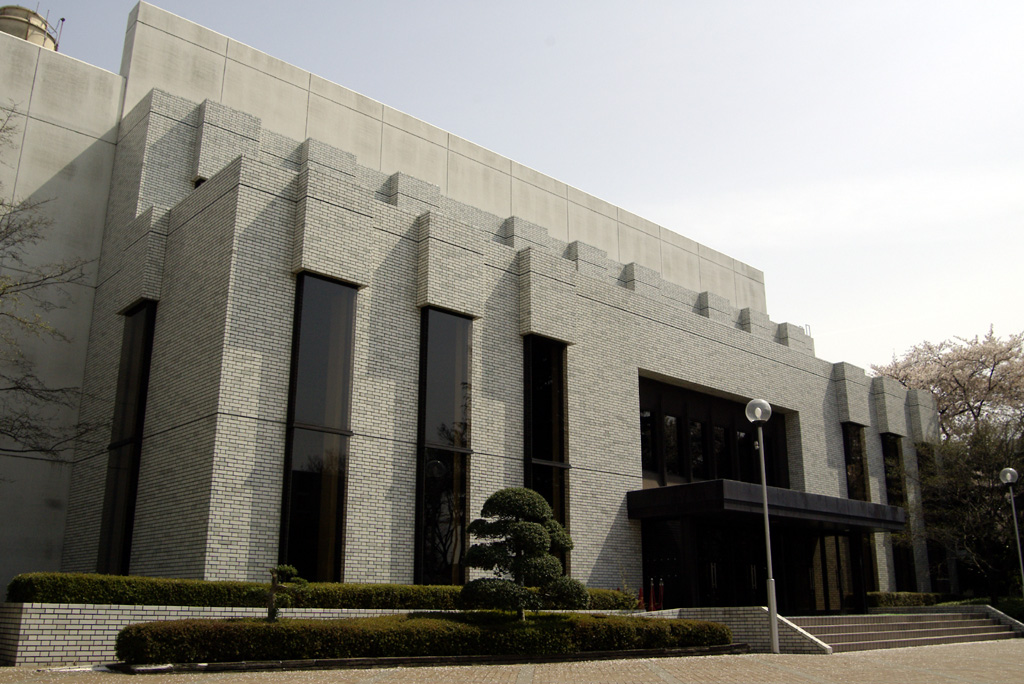
UEC lecture building

La Universidad de Electro-Comunicaciones (電気通信大学 Denki-Tsūshin Daigaku?) es una universidad nacional en la ciudad de Chōfu, Japón.  Se especializa en las disciplinas de electrónica, ciencias de la computación, ciencias exactas, ingeniería y tecnología.  Fue fundada en 1918 como el Instituto Técnico de Comunicaciones Inalámbricas .

## Historia
La Universidad de Electro-Comunicaciones fue originalmente fundada en el distrito de Azabu, Tokyo city  como el Instituto Técnico de Comunicaciones Inalámbricas por la Wireless Association en 1918. El Instituto Técnico de Comunicaciones Inalámbricas fue entonces transferido al Ministerio de Comunicaciones en 1942 y renombrado como  Instituto Técnico Central de Comunicaciones-Inalámbricas en 1945. Luego de ser transferido del Ministerio de Comunicaciones al Ministerio de Educación (MEXT) en 1948, la Universidad de Electro-Comunicaciones fue establecida como una universidad nacional en 1949. El campus fue transferido a la ciudad de Chōfu en 1957. La universidad ha sido administrada por la National University Corporation desde 2004.

## Organización

### Facultades
- Faculty of Informatics and Engineering
  - Departamento de Informática
  - Departamento de Ingeniería en Comunicación e Informática
  - Departamento de Ingeniería Mecánica y Sistemas Inteligentes
  - Departamento de Ingeniería Avanzada

### Postgrados
- Escuela de Informática e Ingeniería
  - Informática
  - Ingeniería en Comunicación e Informática
  - Ingeniería Mecánica y Sistemas Inteligentes
  - Ingeniería Avanzada

- Escuela de Sistemas de Información
  - Sistemas de Medios de Información Humana
  - Inteligencia Social e Informática
  - Información de Sistemas de Red
  - Información de Sistemas Fundamentales

### Centros de educación e investigación
- Institute de Ciencia de Láser
- Centro de Investigación en Comunicaciones Inalámbricas Avanzadas(AWCC)
- Centro para Ciencia Espacial e Ingeniería de Radio (SSRE)
- Centro para Ciencias Avanzadas e Ingeniería
- Centro para la Innovación Fotónica
- Centro de Investigación para Redes y Computación Ubicua
- Centro de Investigación Avanzada de Láser Ultra-rápido
- Centro de Innovación en Investigación para Pila de combustible

## Profesores destacados
- Kwan-ichi Terazawa - matemático y miembro de La Academia Japonesa
- Hideo Seki - ingeniero de radio y portador de la Medalla Nacional de Japón con Lazo Púrpura y la Orden del Tesoro Sagrado
- Takehiro Sueki - filósofo y portador de la Orden del Sol Naciente (1997)
- Noriaki Kano - consultor en calidad administrativa, portador del Premio Deming (1997), también conocido por el modelo Kano
- Shigemi Sasaki - ingeniero mecánico y portador de la Orden del Tesoro Sagrado (2009)
- Masahiro Mori - ingeniero de robots

## Alumnos destacados

### Personas de negocio
- Takuro Bojo, B.E. en 1959 - antiguo CEO de JVC
- Tetsuya Nakamura, B.E. en 1967 - CEO de Corporación SMK
- Ken Kutaragi, B.E. en Ingeniería Electrónica en 1975 - antiguo CEO de Sony Computer Entertainment, presidente honorario de Corporación Sony, también conocido como el Padre del PlayStation

### Investigadores importantes
- Eikichi Yamashita, B.S. en 1956 - ingeniero eléctrico, Life Fellow de IEEE, portador de Premio para Estudiantes Destacados de la Universidad de Illinois (2000)
- Sumio Iijima, B.E. en 1963 - descubridor de los nanotubos de carbono y portador de la Medalla Benjamin Franklin (Franklin Institute) (2002) y el Premio Balzan (2007)

### Otros
- Ken Amano - político y antiguo gobernador de la Prefectura Yamanashi